# 倭姬命
倭姬命（。生薨年不明）是記紀中傳說的古墳時代以前的皇女。第11代垂仁天皇之第4皇女。母是皇后日葉酢媛命。被視為將天照大神在磯城的嚴橿之本（笠縫神社、檜原神社比定）立神籬，（垂仁天皇25年3月丙申）在伊勢之地祭祀（現伊勢神宮）的皇女，傳說此為齋宮的直接起源。

## 經歷
繼承第10代崇神天皇的皇女豐鍬入姬命之跡，據傳作為天照大神的御杖代，從大和國經伊賀、近江、美濃、尾張之諸國，進入伊勢之國，根據神託創建皇大神宮（伊勢神宮內宮）。附帶一提，倭姬命創建伊勢神宮前，順次奉齋天照大神的神體八咫鏡的場所稱作「元伊勢」。之後，授與前往討伐東夷的日本武尊（尊是倭姬命的甥王）草薙劍。據傳在伊勢之地薨去，葬在尾上御陵。最早在伊勢之地祭祀天照大神的皇女，制度化後，成為齋宮的起源。

## 給倭姫命的神託
以下是《日本書紀》記載天照大神給倭姫命創祀伊勢神宮的神託。
是神風伊勢國 則常世之浪重浪歸國也 傍國可怜國也 欲居是國
 — 垂仁天皇25年3月丙申（10日）條

## 邪馬台國之卑彌呼

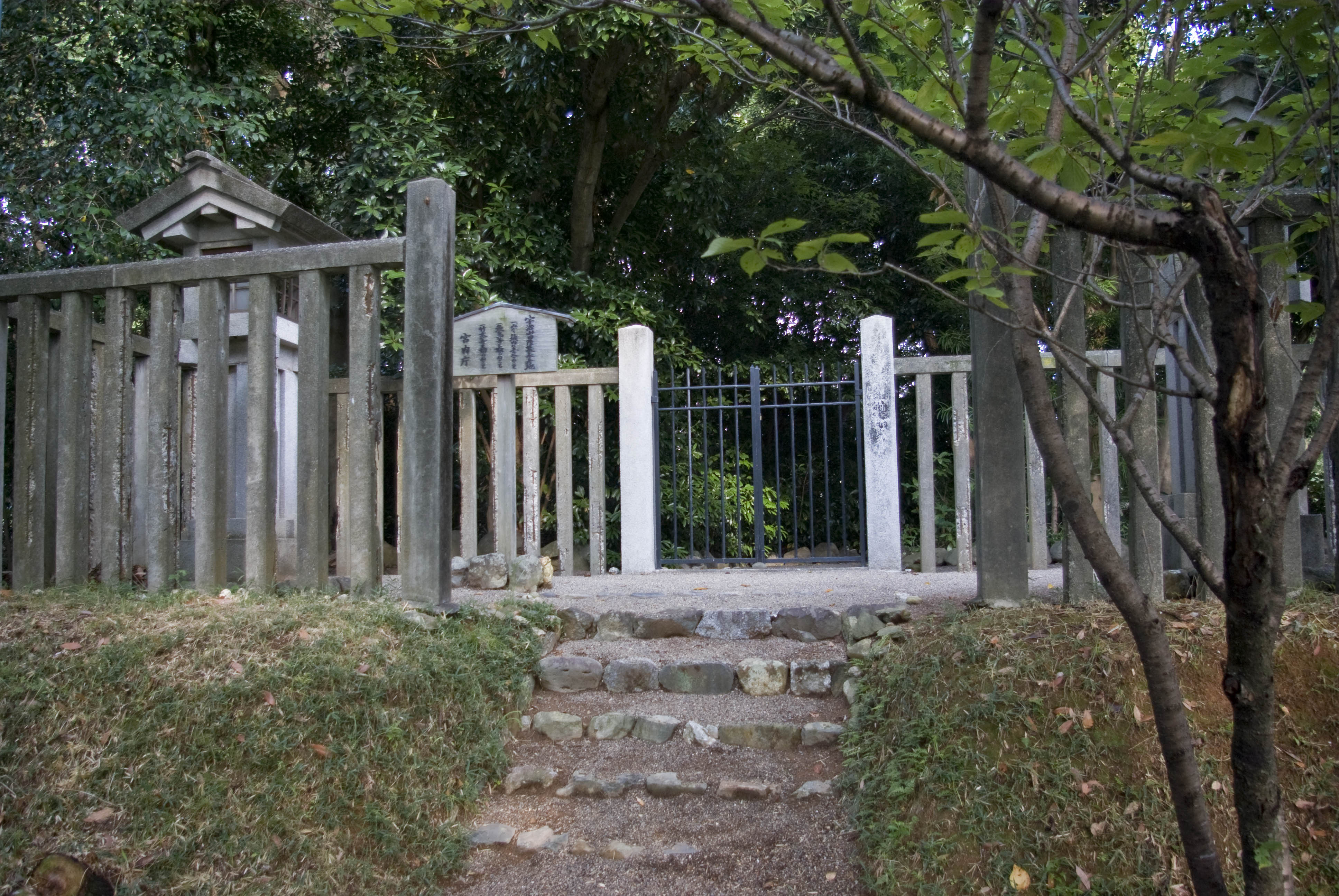
宇治山田陵墓参考地

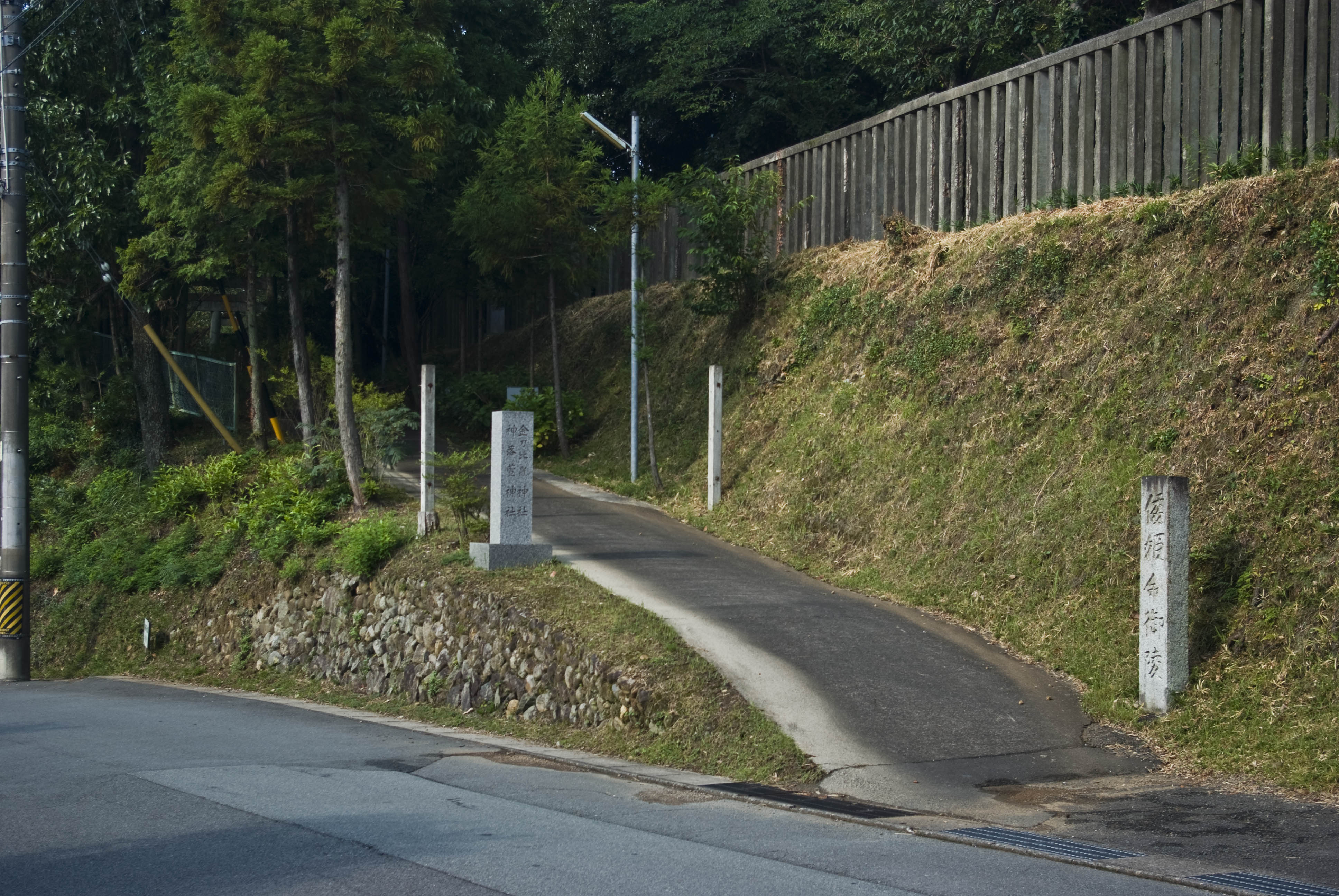
往宇治山田陵墓参考地的導入路

有將倭姬命比定為『三國志』魏志倭人傳記載的邪馬台國女王卑彌呼的說法，由「邪馬台國畿內說」論者提倡，認為是倭姬命身負祭祀神的任務的由來。

## 尾上御陵
據說在伊勢神宮內宮和豐受大神宮（外宮）的中間位置，伊勢市倭町的間之山有埋葬倭姬命的古墳（尾上御陵）。大正11年（1922年），在御陵隣接的倉田山創建作為內宮別宮的倭姬宮，祭祀倭姬命。昭和3年（1928年）10月，宮內省指定為倭姬命的陵墓參考地，現在宮內廳作為「宇治山田陵墓參考地」整備、管理。

## 關連項目
- 御杖村
- 九州王朝說
- 調神社

## 外部連結
- 倭姫宮(伊勢の神宮)（页面存档备份，存于）